# Autostrada RA5 (Włochy)
Autostrada RA5 (wł. Autostrada Sicignano-Potenza) – łącznik autostradowy w południowych Włoszech, w regionach Kampania i Basilicata.
Trasa łączy Sicignano degli Alburni z Potenza. Arteria jest długa 51,500 km.
Autostradą zarządza spółka "ANAS S.p.A.".